# Hartmannstraße
Koordinaten: 48° 8′ 22,7″ N, 11° 34′ 21,5″ O
Die Hartmannstraße in München liegt in der Altstadt und verläuft von der Löwengrube zum Promenadeplatz.

## Geschichte
Die Hartmannstraße führte früher den simplen Namen „Knödelgasse“ und wurde in Hartmannstraße zum Andenken an den General Jakob Freiherr von Hartmann, der zuletzt im Deutsch-Französischen Krieg das II. Königlich Bayerische Armee-Korps ruhmvoll geführt hat, umgetauft.

## Lage
Die Hartmannstraße verläuft als Einbahnstraße von der Löwengrube zum Promenadeplatz, mit Sicht auf das Hotel Bayerischer Hof. Man trifft dort auf mehrere Statuen, darunter die Statue von Orlando di Lasso, die als Münchner Michael-Jackson-Gedenkstätte Verwendung findet. Zum Ende der Hartmannstraße Richtung Promenadeplatz befindet sich westlich die Commerzbank und östlich das Bankhaus Delbrück, Bethmann, Maffei.

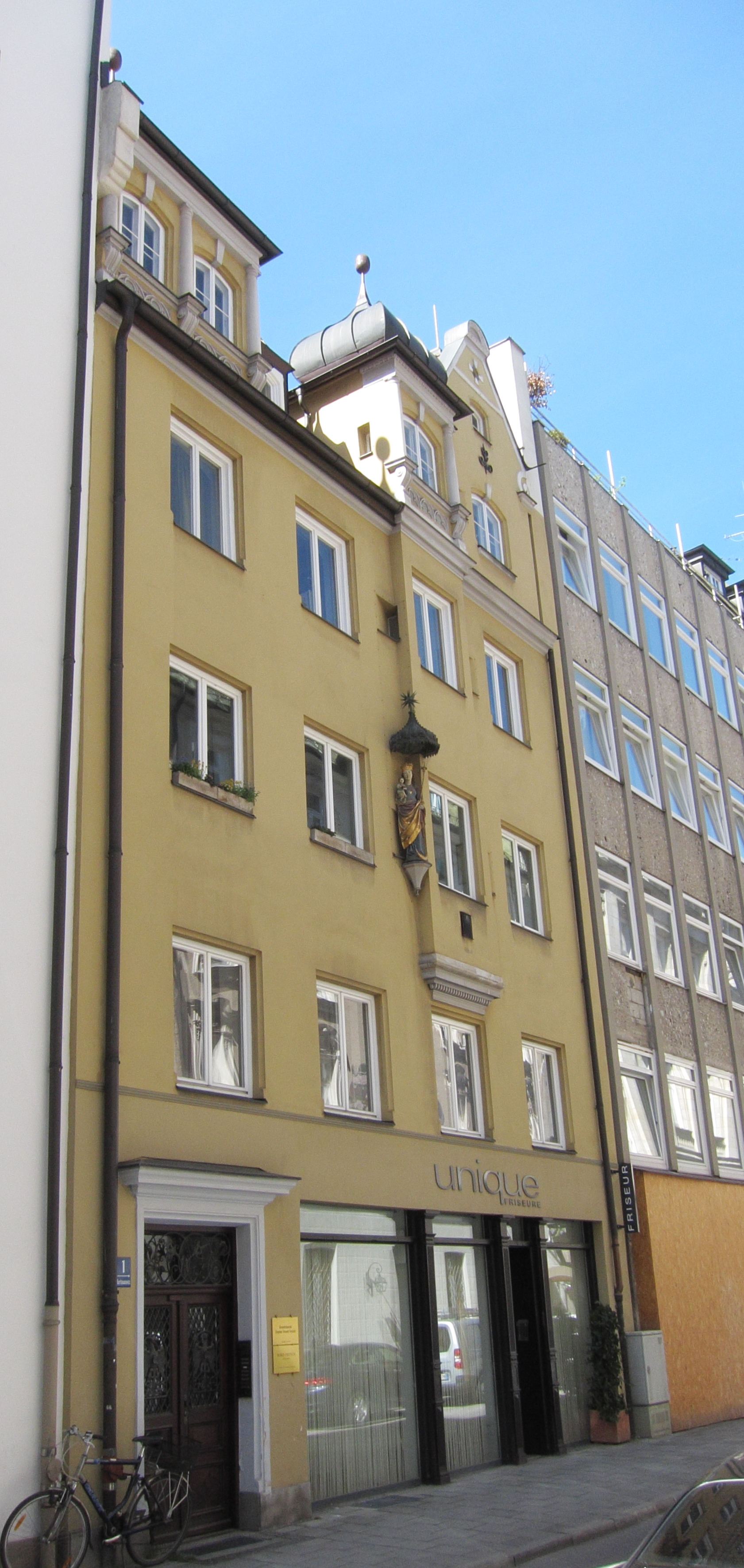
Altmünchner Bürgerhaus in der Hartmannstraße 1, etwa 17. Jahrhundert, Fassade 1893 von Oscar Strelin historisiert.
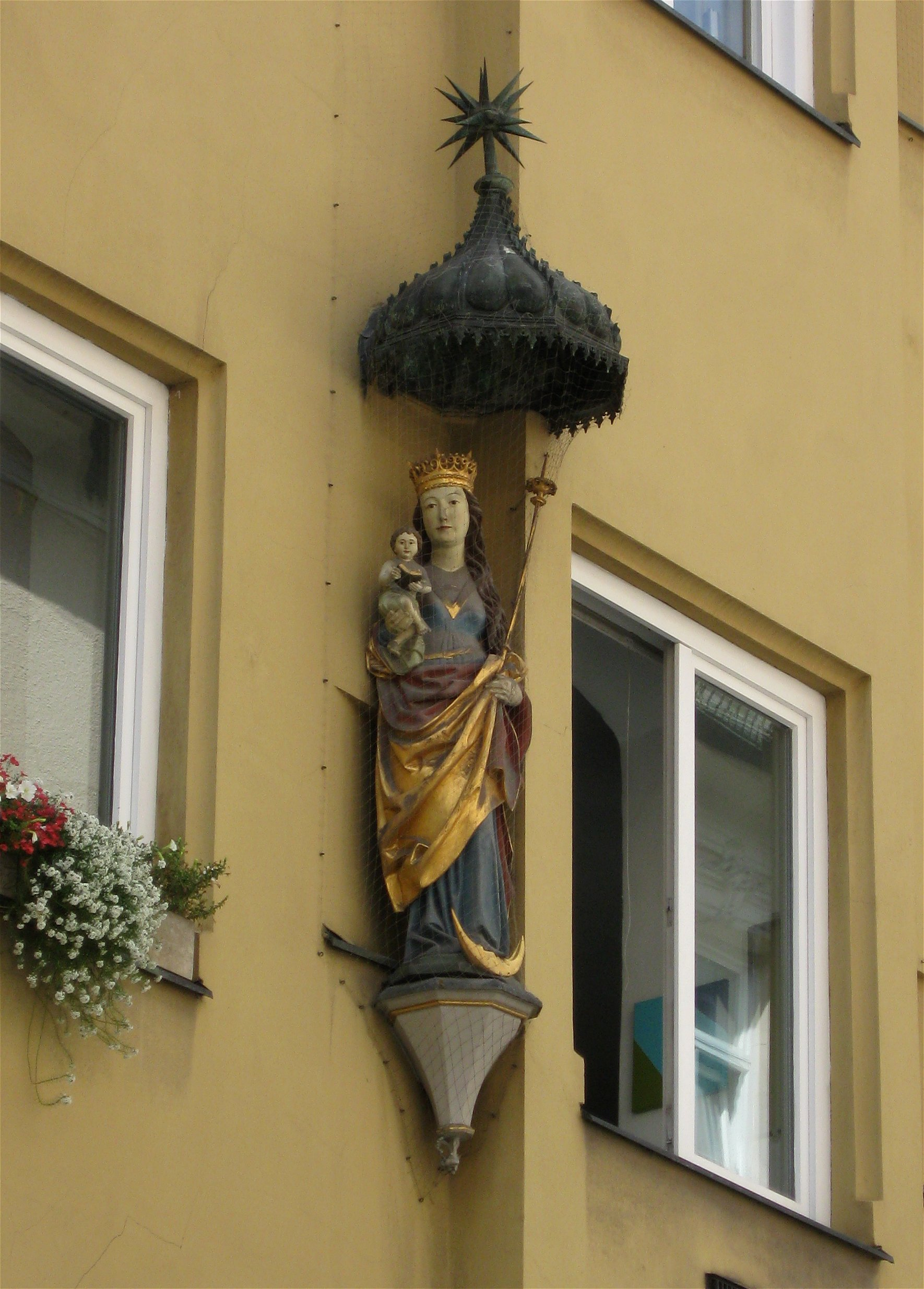
Marienfigur am Bürgerhaus Hartmannstraße 1
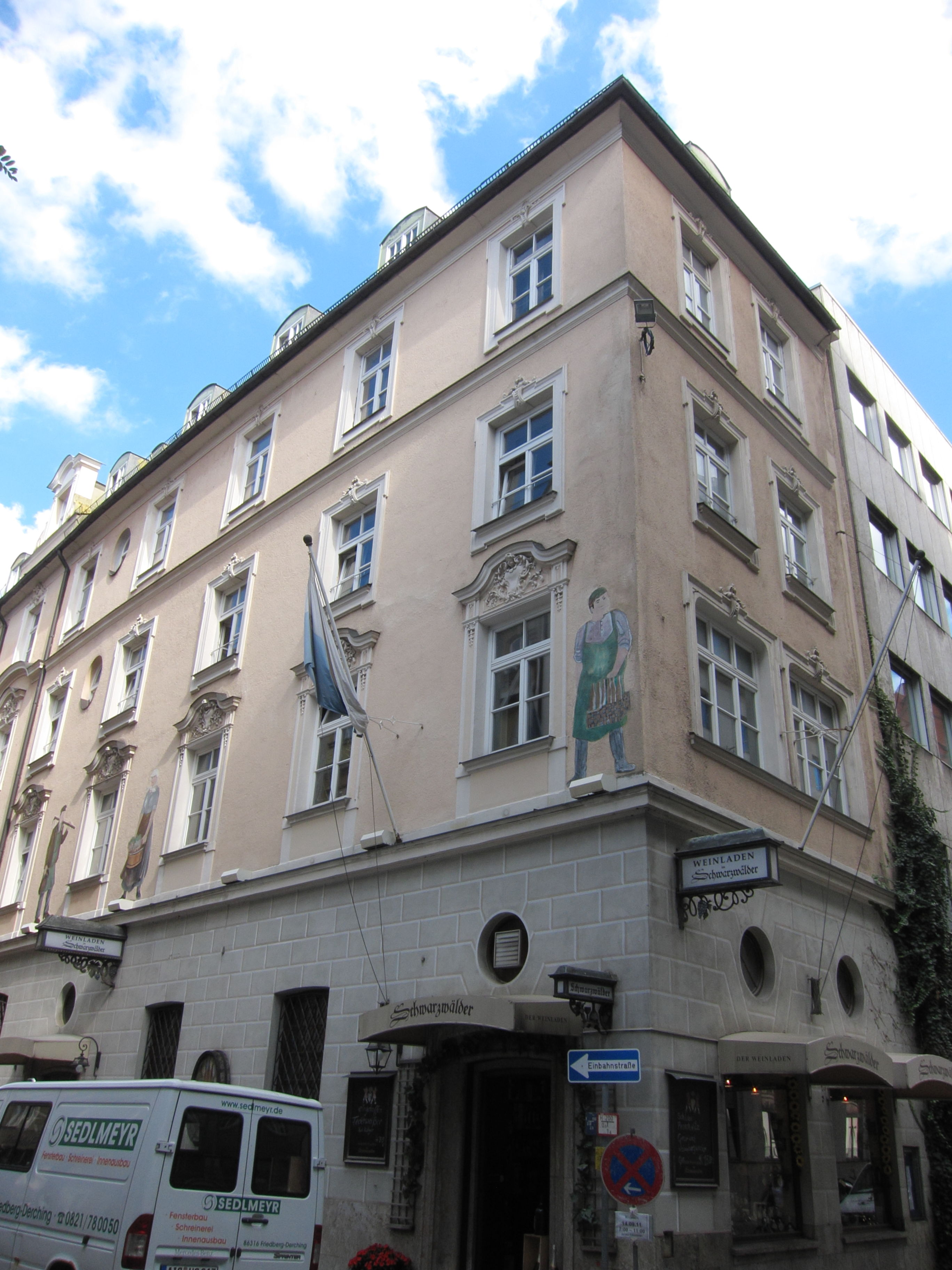
Gebäude Hartmannstraße 8 mit dem Restaurant Schwarzwälder
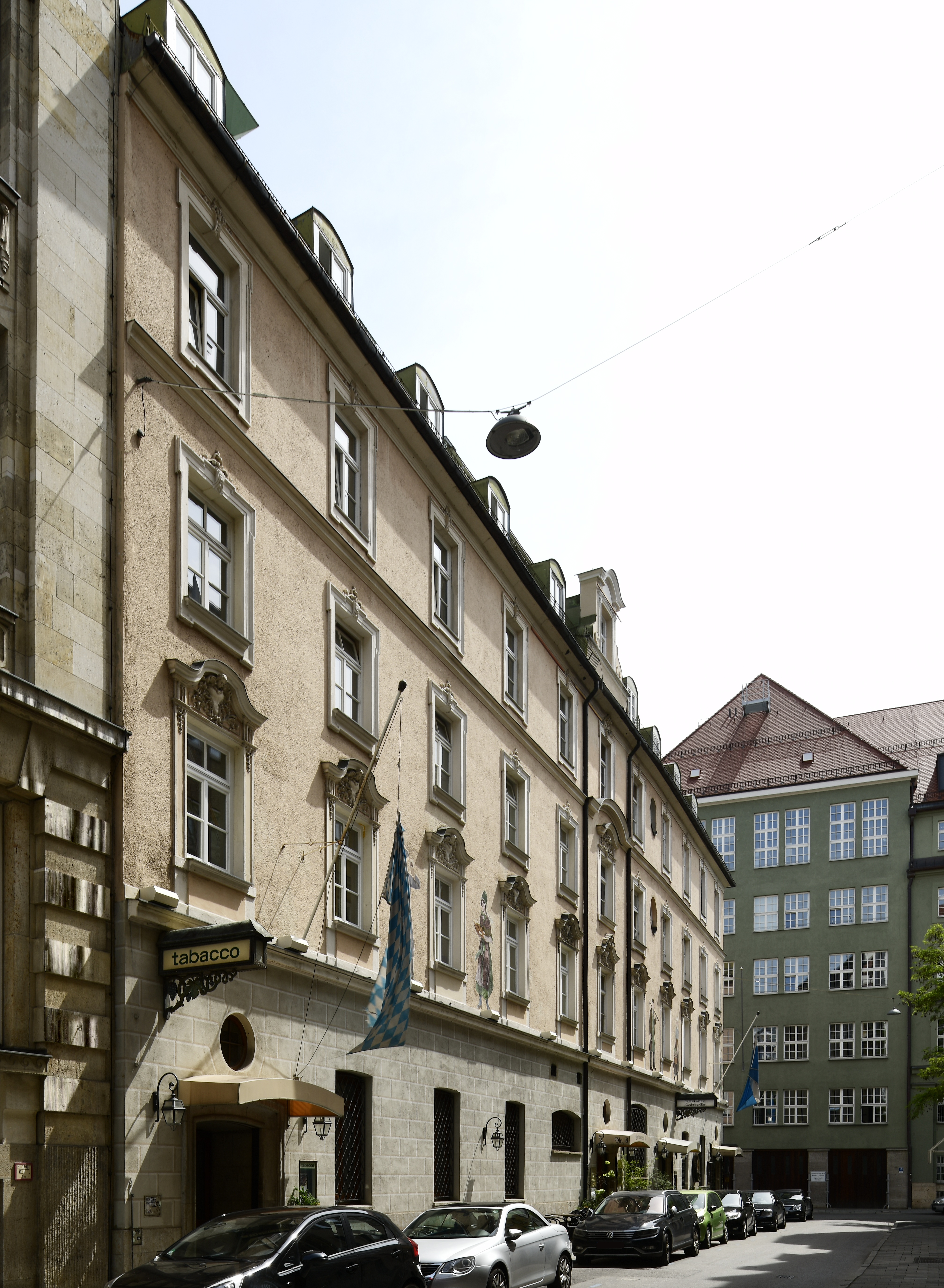
Hartmannstraße in Richtung Löwengrube
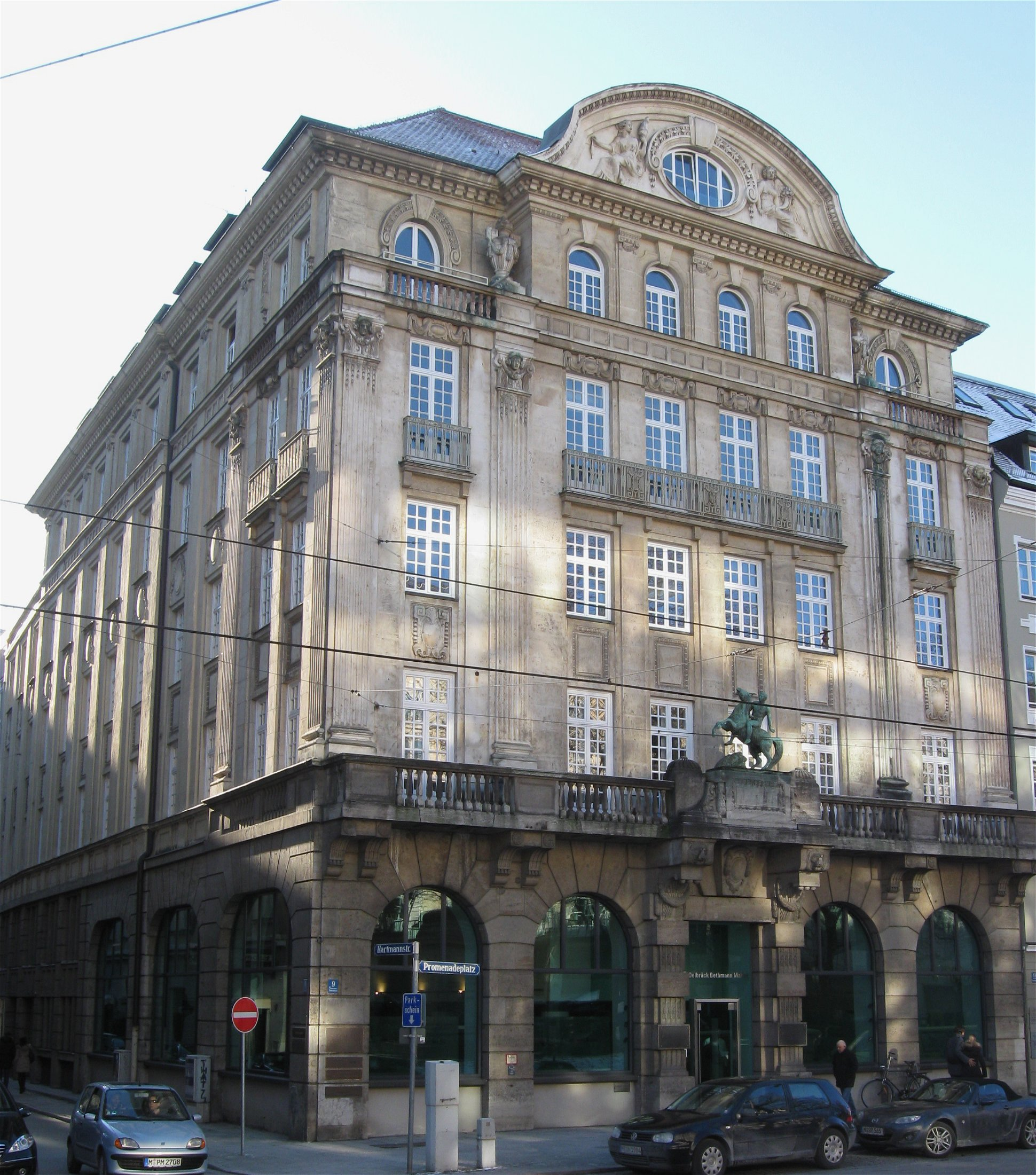
Ehemaliges Ballin-Haus[2], Ecke Hartmannstraße/Promenadeplatz; jetzt Bankhaus Delbrück, Bethmann, Maffei, 1909–10 von Gustav von Cube und Karl Stöhr; Portalplastik von Heinrich Düll und Georg Pezold
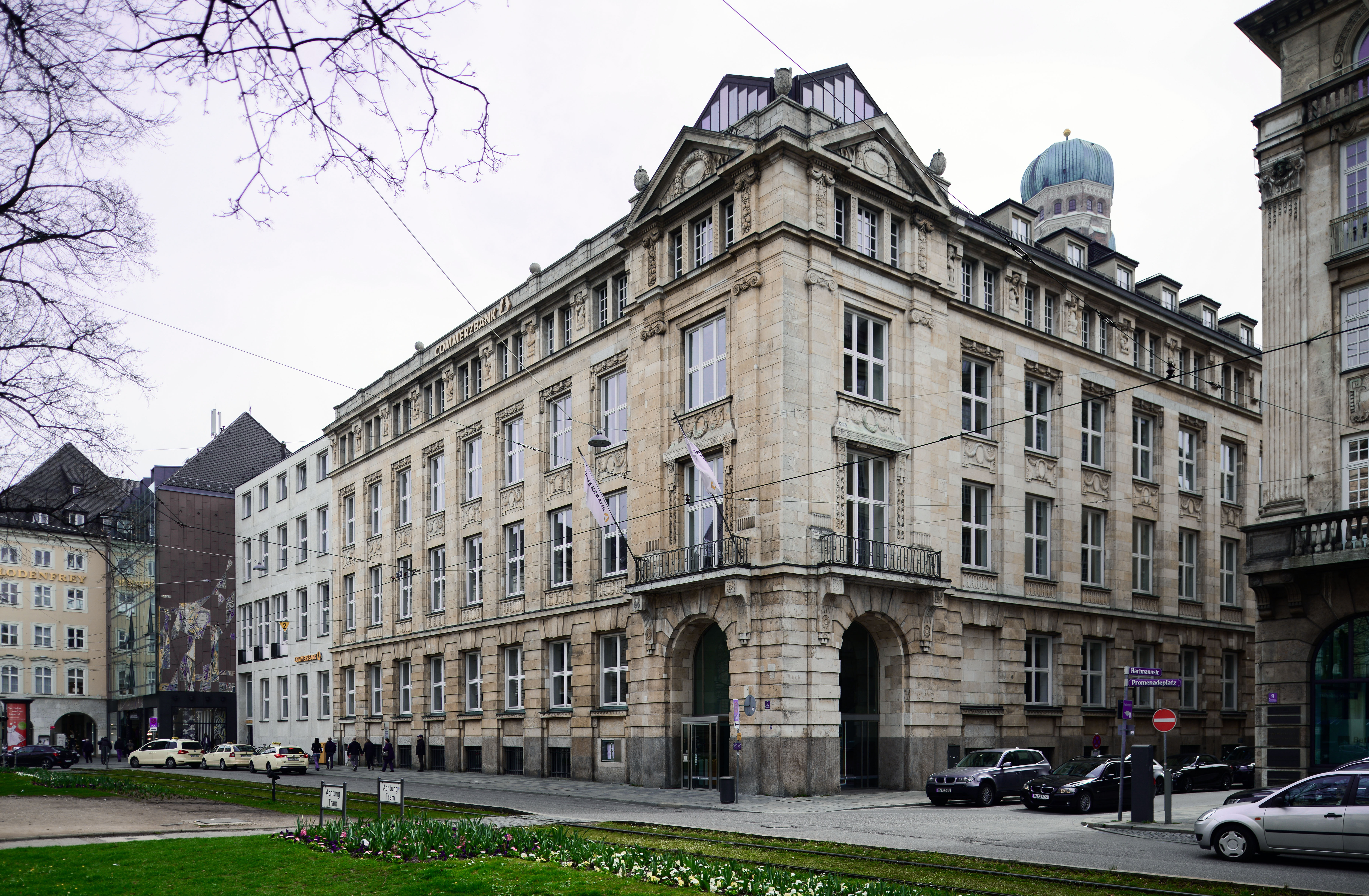
Commerzbank Ecke Hartmannstraße / Promenadeplatz
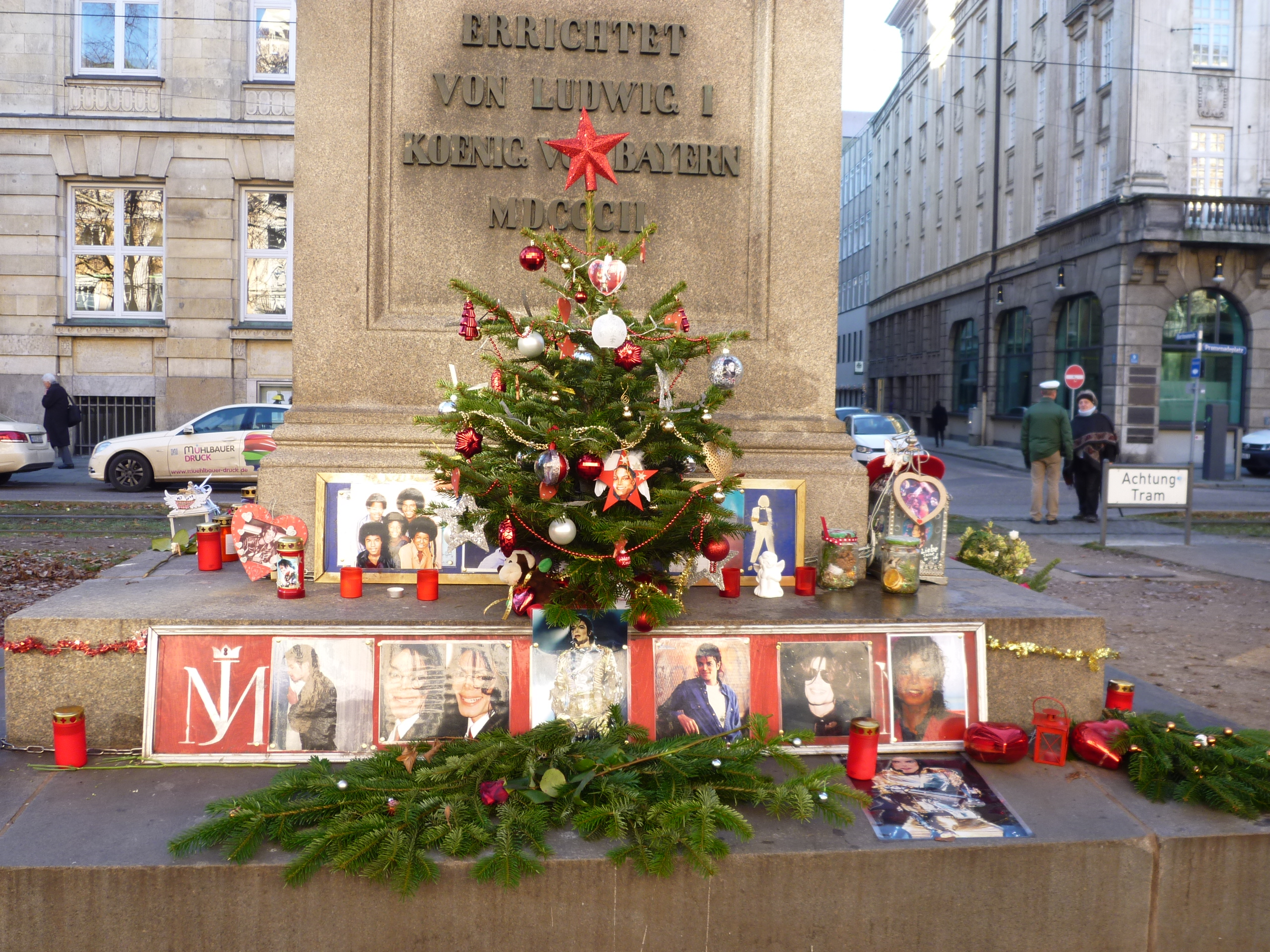
Michael Jackson Gedenkstätte am Promenadeplatz an der Ausfahrt aus der Hartmannstraße.